# 코린 그리피스
코린 그리피스(Corinne Griffith, 1894년 11월 21일 ~ 1979년 7월 13일)는 미국의 배우, 프로듀서, 작가이다. 1920년대 활발히 활동한 무성 영화 시대 인기 미인배우 중 한 명으로, 1929년 영화 《정염의 미녀》(The Divine Lady)로 아카데미 여우주연상에 후보로 오르기도 했다. 유성 영화 시대가 도래하면서 배우 은퇴를 했으며, 이후에는 작가와 사업가로서의 삶을 살았다.
1963년에는 코린의 삶을 바탕으로 한 전기 영화 《Papa's Delicate Condition》이 개봉되기도 했다.

## 출연 작품
- 파파스 델리케이트 컨디션 (1964)
- 정염의 미녀 (1929)
- 이브의 정원 (1928)